# Siri Lindley
Siri Lindley (Greenwich, 26 de mayo de 1969) es una deportista estadounidense que compitió en triatlón, duatlón y acuatlón. Es públicamente lesbiana.
Ganó una medalla de oro en el Campeonato Mundial de Triatlón de 2001, una medalla de oro en el Campeonato Mundial de Acuatlón de 2001 y una medalla de plata en el Campeonato Mundial de Duatlón de 2000.

## Palmarés internacional
| Campeonato Mundial | Campeonato Mundial | Campeonato Mundial | Campeonato Mundial |
| Año                | Lugar              | Medalla            | Prueba             |
| ------------------ | ------------------ | ------------------ | ------------------ |
| 2001               | Edmonton (Canadá)  | Medalla de oro     | Individual         |

| Campeonato Mundial | Campeonato Mundial | Campeonato Mundial | Campeonato Mundial |
| Año                | Lugar              | Medalla            | Prueba             |
| ------------------ | ------------------ | ------------------ | ------------------ |
| 2000               | Calais (Francia)   | Medalla de plata   | Individual         |

| Campeonato Mundial | Campeonato Mundial | Campeonato Mundial | Campeonato Mundial |
| Año                | Lugar              | Medalla            | Prueba             |
| ------------------ | ------------------ | ------------------ | ------------------ |
| 2001               | Edmonton (Canadá)  | Medalla de oro     | Individual         |